# Neptosternus horai
Neptosternus horai är en skalbaggsart som beskrevs av Vazirani 1953. Neptosternus horai ingår i släktet Neptosternus och familjen dykare. Inga underarter finns listade i Catalogue of Life.